# Бихерис
Бихерис — эллинизированная форма имени египетского фараона, правление которого относится к IV династии (Древнее Царство). Его имя известно только из «Египтики» Манефона.
По мнению большинства египтологов его имя на египетском языке могло звучать Бакара. Однако точного изображения имени фараона в картуше не найдено, и в настоящее время египтологи обсуждают его историчность и хронологическую привязку.

## Идентификация
Имя Бихерис встречается у Юлия Африкана, который приводит фрагмент из «Египтики» Манефона. Согласно ему Бихерис был сыном фараона «Суфиса II» (Хафра), который правил 22 года. Однако каких-то достоверных археологических свидетельств существования такого фараона не существует, поэтому существует версия, что такого фараона не существовало, а имя Бихерис (Бака) появилось в результате недопонимания надписей. В частности, на каменной плите в Вади-Хаммамат на Синайском полуострове между именами фараонов Хафра и Менкаура написано имя в картуше, которое читается «Баэфра». При этом достоверно установлено, что у фараона Хуфу был сын по имени Баэфра, однако он во всех надписях назван «сын царя» и фараоном не был. Также по ошибке в картуше было размещено имя принца Ходжедефа.
В Туринском царском списке между именами фараонов Хафра и Менкаура присутствует имя ещё одного фараона, однако оно сильно повреждено, причём стёрлась также и продолжительность правления. Также между именами Хафра и Менкаура присутствует одно имя в Саккарском царском списке, однако и оно совершенно нечитаемо.
В 1910 году в Завиет эль-Ариане была обнаружена незавершённая пирамида. В ней были обнаружены написанные чёрной краской надписи. На одной из них можно было распознать имя, которое заканчивается на -Ka, однако первый иероглиф прочитать невозможно. Алессандро Барсанти сделал не факсимиле, а небрежную зарисовку, в результате чего иероглиф невозможно распознать.
Египтологи Юрген фон Бекерат и Джордж Рейснер высказали гипотезу, что пирамида предназначалась для сына фараона Раджедефа. Первый символ по их мнению был изображением барана и читался как Ба. Соответственно, имя полностью звучало Бака. Беккерат также предположил, что в момент восхождения на трон Бака изменил своё имя на Бакара, однако внезапно умер, в результате чего пирамида так и осталась недостроенной.
В то же время другой египтолог, Эйдан Додсон, предположил, что нечитаемый иероглиф представлял собой сидящее животное в виде Сета. Он прочитал имя как Сетка и предположил, что пирамида строилась для принца Сетка, младшего сына фараона Хуфу.

## Правление и хронология
Согласно Манефону, фараон Бихерис правил 22 года. Однако по мнению египтологов эта цифра завышена или неправильно истолкована. В Туринском папирусе информация о сроке правления не сохранилась. Поскольку археологических свидетельств о фараоне нет, то, по мнению египтологов, если такой фараон действительно существовал, то правил он недолго. Юрген фон Бекерат отводит для его правления 7 лет, Вольфганг Хельк — 2 года, Питер Джаноси — несколько месяцев.
Также не совсем ясно правильное положение Бихериса в хронологии правления IV династии. Согласно Саккарскому списку между Хафра и Менкаура правил один фараон, однако его имя сильно повреждено. Предположительно оно могло звучать Ба(у)эфра. Кроме того, после Шепсескафа до первого фараона V династии Усеркафа показано 2 имени. Первое имя — по мнению египтологов принадлежит фараону Тамфтису (Джедефптах). Второе же имя для египтологов в настоящее время является загадкой. Манефон относит правление фараонов Раджедефа и Бихериса после Менкаура, однако это противоречит археологическим данным.
В настоящее время доказано, что Раджедеф (Джедефра) правил между фараонами Хуфу и Хафра. Соответственно, большинство египтологов размещают правление Бихериса между правлением Хафра и Менкаура, однако он мог править и между Тамфтисом и Усеркафом.